# UM Airlines
UM Airlines (Українсько-середземноморські авіалінії) — колишня українська авіакомпанія, що базується в аеропорту «Бориспіль» і виконує польоти двома літаками. Була заснована 1998 року ліванським бізнесменом і почала літати у 2000 році.

## Історія
Компанія експлуатувала різні літаки. Найбільший підйом був у 2005 році, коли компанія перевезла 451,1 тис. пасажирів і займала третє місце в Україні за цим показником. Згодом, через економічну кризу, компанія різко скоротила флот і кількість рейсів. У 2010 році компанія перевезла 62 000 чоловік тільки по напрямках Іран, Йорданія, Ірак та Ліван. З 2006 року компанія дедалі більше займається чартерними рейсами й менше — регулярними.
До 2011 на борту авіалайнерів авіакомпанії «UM Air» працювала  Ірина Філатова, колишня солістка українського поп-гурту «Аква Віта».
Станом на січень 2017 рік на сайті компанії взагалі відсутні регулярні рейси.

## Маршрутна мережа
Греція
- Афіни — Міжнародний аеропорт «Елефтеріос Венізелос»

 Іран
- Тегеран — Міжнародний аеропорт Імам Хомейні

 Ірак
- Багдад — Міжнародний аеропорт «Багдад»

 Йорданія
- Амман — Амман

 Ліван
- Бейрут — Бейрутський міжнародний аеропорт імені Рафіка Харірі

 Сирія
- Латакія — Міжнародний аеропорт імені Басіля Аль-Ассада

 Україна
- Київ — Міжнародний аеропорт «Київ» (Жуляни)
- Харків — Міжнародний аеропорт «Харків» (сезонний)

## Флот

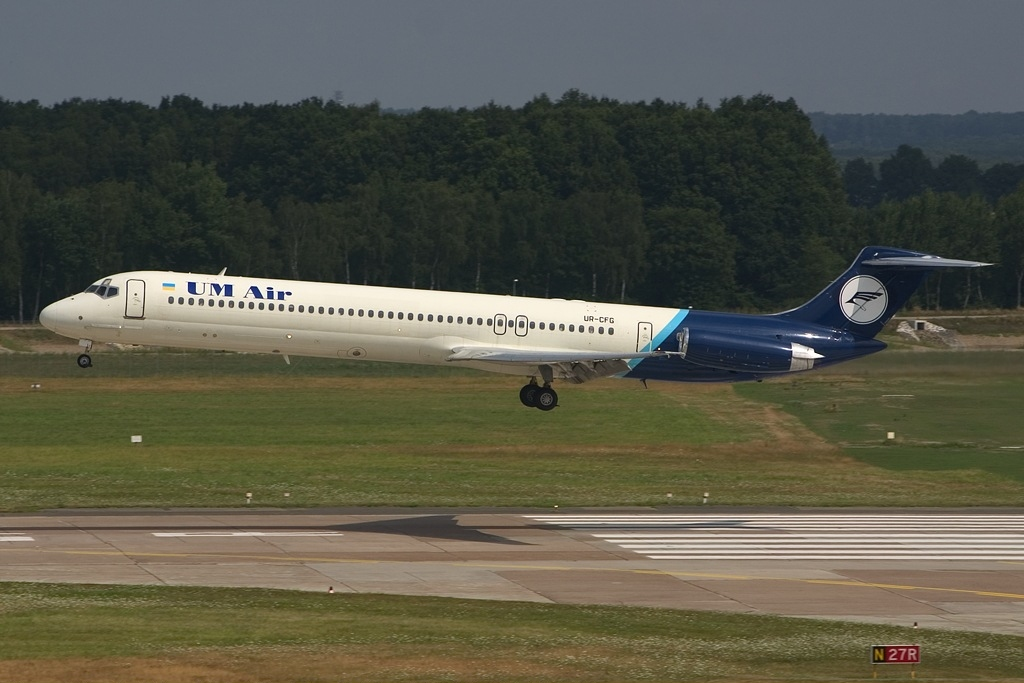
UM Airlines McDonnell Douglas MD-83

Станом на 2016 рік складається з таких літаків:
| Модель літака           | У флоті | Замовлень | Кількість місць |
| ----------------------- | ------- | --------- | --------------- |
| McDonnell Douglas MD-82 | 1       | —         | 172             |
| McDonnell Douglas MD-83 | 2       | —         | 172             |
| Всього                  | 3       | 0         |                 |